# Бжезінкі (Нижньосілезьке воєводство)
Бжезінкі (пол. Brzezinki, нім. Birksdorf) — село в Польщі, у гміні Єльч-Лясковиці Олавського повіту Нижньосілезького воєводства.
Населення — 110 осіб (2011).
У 1975-1998 роках село належало до Вроцлавського воєводства.

## Демографія
Демографічна структура станом на 31 березня 2011 року:
|          | Загалом | Допрацездатний вік | Працездатний вік | Постпрацездатний вік |
| -------- | ------- | ------------------ | ---------------- | -------------------- |
| Чоловіки | 57      | 12                 | 41               | 4                    |
| Жінки    | 53      | 12                 | 35               | 6                    |
| Разом    | 110     | 24                 | 76               | 10                   |